# Бригманн, Ларс
Ларс Бри́гманн (также: Брюгманн; дат. Lars Brygmann; род. 17 февраля 1957, Копенгаген) — датский актёр. Он окончил актёрскую школу в 1987 году и продолжал выступать в ряде театров Дании. Его дебют на телевидении и в кино состоялся в 1995 году. Он — брат актёров Мартина и Йенса Брюгманн.

## Биография
Брюгманн прошёл соответствующее обучение в 1987 году в частной театральной школе Царенс Хоф. Затем он появлялся в различных датских театрах, таких как Får302, Dr. Данте, парк Мунго и театр Østre Gasværk.
Брюгманн дебютировал в кино и на телевидении в 1996 году в короткометражном фильме Sprngt nakke и в художественном фильме Elsker elsker ikke… и в том же году принял участие в съёмках сериала «Juletestamentet». С тех пор он работал актёром в различных датских фильмах и телевизионных постановках, где сыграл несколько ролей второго плана и несколько главных ролей. Он также активно работает в качестве датского актёра озвучивания в фильмах для детей и молодёжи, а также в мультфильмах и анимационных фильмах. В 2004 году Брюгманн был номинирован на датскую кино- и телевизионную премию «Роберт» в категории «Лучшая мужская роль» за роль Мика в фильме «Похищение Рембрандта — когти для начинающих».
В 2008 году он был удостоен премии «Роберт» в той же категории за главную роль с Ульрихом Ниманом в фильме «Hvid nat».

## Личная жизнь
Его братья Мартин и Йенс Брюгманны также являются актёрами.
Ларс Брюгманн был женат на телеведущей Катрин Саломон с 2010 по 2015 год. У них двое детей, Фернанда и Карло.

## Фильмография

### Фильмы
| Год  | Заголовок               | Роль              | Примечания       |
| ---- | ----------------------- | ----------------- | ---------------- |
| 1997 | Чувство снега Смиллы    | Верлен            |                  |
| 1997 | Кредо                   | Мормон            |                  |
| 1998 | Фестен                  | Ларс              |                  |
| 2000 | Скамейка                | Ларс              |                  |
| 2003 | Наследие                | Ульрик            |                  |
| 2003 | Похищение Рембрандта    | Мик               |                  |
| 2004 | Королевская игра        | Мадс Кьелдсен     |                  |
| 2004 | Последствия             | шеф-повар         |                  |
| 2008 | Не бойся меня           | Фредерик          |                  |
| 2008 | Ужасно счастлив         | Доктор Зерленг    |                  |
| 2009 | Аплодисменты            | Джордж            |                  |
| 2009 | Пробуждение             | Стиг, отец Мелисы | короткометражный |
| 2011 | Забавный человек        | Стиг Ломмер       |                  |
| 2011 | Небоскрёб               | Хельге            |                  |
| 2017 | Хорошая услуга          | Миккель           |                  |
| 2017 | Очарователь             | Ларс              |                  |
| 2018 | Курск                   | Касиенко          |                  |
| 2018 | Это время года          | Торбен            |                  |
| 2019 | Профессор и сумасшедший | Макс Мюллер       |                  |
| 2020 | Всадники справедливости | Леннарт           |                  |

### Телевидение
| Год       | Заголовок        | Роль                                            | Примечания |
| --------- | ---------------- | ----------------------------------------------- | ---------- |
| 1995 г.   | Джульеттаментет  | Абрахамсен                                      | 14 серий   |
| 1999 г.   | Такси            | Ульрик Варминг                                  | 4 серии    |
| 2000 г.   | Эддеркоппен      | Дам Дженсен                                     | 4 серии    |
| 2000-2004 | Рейсехольдет     | Томас Ла Кур                                    | 32 серии   |
| 2003-2004 | Форсвар          | Микаэль Франк                                   | 9 серий    |
| 2005 г.   | Молодой Андерсен | Джонас Коллин                                   | 2 серии    |
| 2009-2010 | Лулу и Леон      | Леон                                            | 24 серии   |
| 2010-2011 | Борген           | Троэльс Хёксенхафен                             | 7 серий    |
| 2011-2012 | Люкке            | Флемминг Ронн Петерсен / Флемминг Хорн Петерсен | 18 серий   |
| 2013-2016 | Дикте            | Джон Вагнер                                     | 24 серии   |
| 2014-2015 | Банкеро          | Гернер                                          | 12 серий   |
| 2016      | Другой мир       | Филип                                           | 24 серии   |
| 2018      | Хобет            | Кнайсвиг                                        | 4 серии    |
| 2019      | Между нами       | Йеппе Бек                                       | 8 серий    |
| 2020      | Равноденствие    | Деннис                                          | 6 серий    |

## Награды
- 2003: Победитель в категории «Лучшая мужская роль» на Zulu Awards[дат.]  («Похищение Рембрандта»).
- 2004: Номинация на премию Bodil Awards за лучшую мужскую роль («Похищение Рембрандта»).
- 2004: Номинация на лучшую мужскую роль на фестивале Роберт («Похищение Рембрандта»).
- 2005: Номинация на звание лучшего актёра второго плана на Zulu Awards (Fluerne på væggen).
- 2008 год — он был удостоен премии «Роберт» в категории «Лучшая мужская роль» за главную роль (Ульрих Ниман[нем.] — Ulrich Nymann) в фильме «Белая ночь» («Hvid nat»).